# Ophiopallas valens
Ophiopallas valens är en ormstjärneart som beskrevs av Jean Baptiste François René Koehler 1922. Ophiopallas valens ingår i släktet Ophiopallas och familjen fransormstjärnor. Inga underarter finns listade i Catalogue of Life.